# Beinhaus (Sewen)

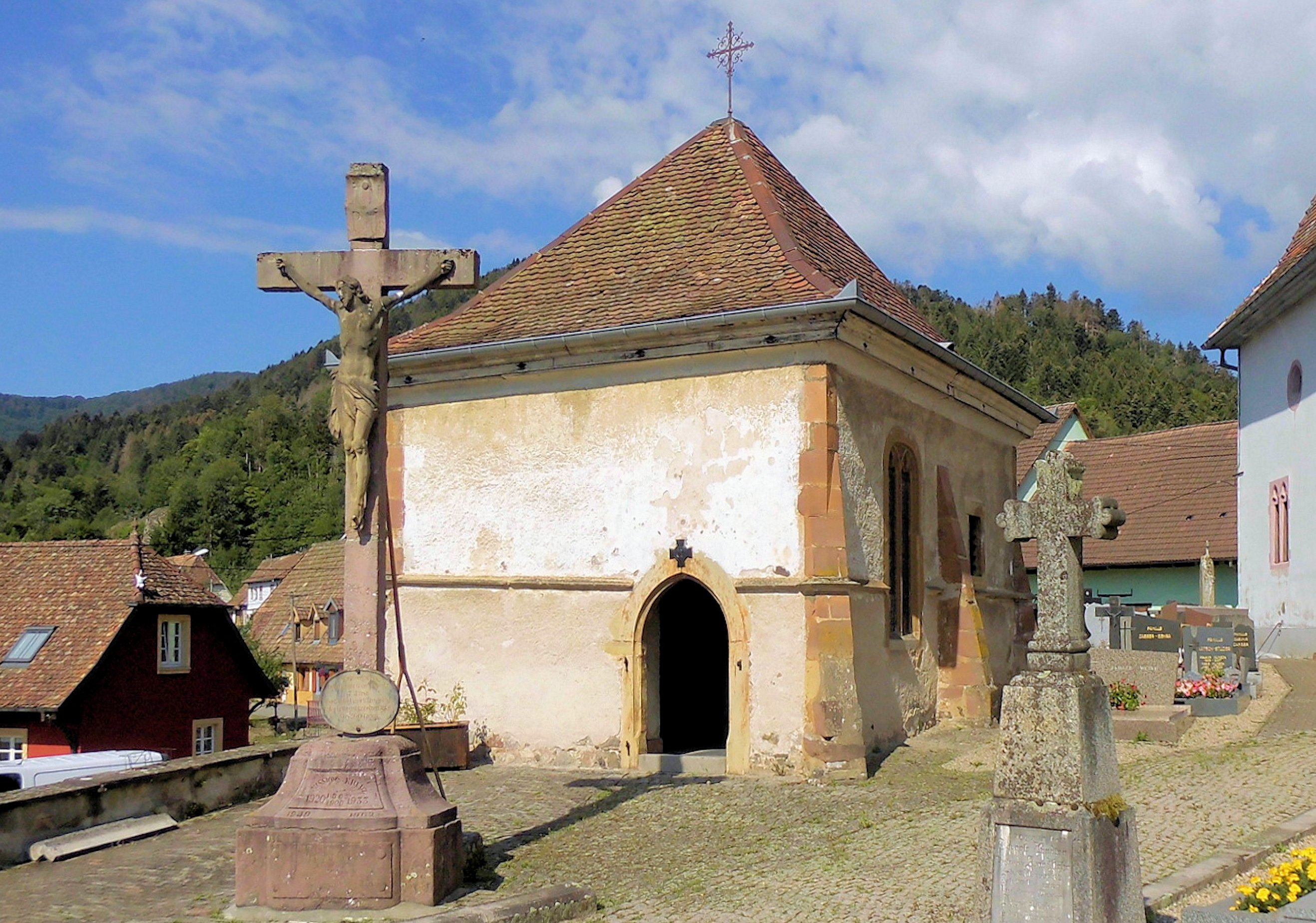
Ehemaliges Beinhaus in Sewen

Das Beinhaus in Sewen, einer französischen Gemeinde im Département Haut-Rhin in der Region Grand Est (bis 2015 Elsass), wurde im 15. Jahrhundert errichtet. Das ehemalige Beinhaus auf dem Friedhof wurde im Jahr 1921 als Monument historique in die Liste der denkmalgeschützten Bauwerke (Base Mérimée) in Frankreich aufgenommen.
Das Gebäude mit Rundbogenportal, Strebepfeiler und Walmdach wird als Friedhofskapelle genutzt.